# TSV Pansdorf
Der Turn- und Sportverein Pansdorf von 1920 e. V. ist ein Sportverein aus Pansdorf in der ostholsteinischen Gemeinde Ratekau, der vor allem durch seine Fußballabteilung auf sich aufmerksam machte: Die erste Herrenmannschaft spielte über mehrere Jahre in der viertklassigen Oberliga Hamburg/Schleswig-Holstein und scheiterte mehrmals nur knapp am Aufstieg in die drittklassige Regionalliga. Zurzeit spielt die Mannschaft in der fünftklassigen Fußball-Oberliga Schleswig-Holstein. Daneben gibt es im Verein knapp zehn weitere Sparten, wie zum Beispiel Handball und Tennis.

## Fußball
Fußballerisch machte der TSV erst nach Kriegsende auf sich aufmerksam. In der 2. Amateurliga Süd/Bezirksliga Süd entwickelten sich die Pansdorfer zu einer festen Größe und konnten über Jahre hinweg in der Spitzengruppe mitmischen. 1972 gewann der Verein durch einen Sieg über den SC Comet Kiel zum ersten Mal in der Vereinsgeschichte den Schleswig-Holsteinischen Landespokal. In die höchste Klasse des Bundeslandes stieg der Verein 1984 auf, konnte sich dort aber nur ein Jahr halten und musste wieder absteigen. Die Pansdorfer schafften allerdings den sofortigen Wiederaufstieg.
In der Folgezeit entwickelte sich der TSV Pansdorf zu einer festen Größe im Schleswig-Holsteinischen Fußball: Nach mehreren Jahren im Mittelfeld konnte er 1990/91 das erste Mal die Vizemeisterschaft der Verbandsliga Schleswig-Holstein erringen und nahm erstmals an der Aufstiegsrunde zur drittklassigen Oberliga Nord teil, scheiterte hier aber recht deutlich. Trotzdem hielt sich der Verein auch in den nächsten Jahren im oberen Tabellendrittel der Verbandsliga und schaffte die Qualifikation zur Oberliga Hamburg/Schleswig-Holstein, die ab 1994 die vierte Spielklasse bildete, souverän. In der ersten Spielzeit der Oberliga geriet Pansdorf zwar in Abstiegsnöte, rettete sich aber nach einem Trainerwechsel (Torsten Landsberg wurde durch Hans-Friedrich Brunner ersetzt) vor dem Abstieg in die Fünftklassigkeit. Unter Brunner entwickelte sich der TSV schnell auch in der Oberliga zu einer Spitzenmannschaft und konnte sich bereits 1996 das erste Mal für die Relegationsspiele zur Regionalliga Nord qualifizieren. Durch den verletzungsbedingten Ausfall mehrerer Spieler geschwächt, musste sich die Mannschaft nach einem 1:1 im Hinspiel mit 1:4 bei Göttingen 05 geschlagen geben.
1997 gewann der Verein durch einen Sieg über Holstein Kiel zum zweiten Mal in seiner Vereinsgeschichte den Landespokal und durfte damit am DFB-Pokal 1997/98 teilnehmen. In der ersten Runde schied der TSV mit 1:4 gegen Energie Cottbus aus. In der Liga hielt sich der TSV weiterhin im ersten Tabellendrittel und nahm mit Spielern wie Jens Paeslack und Jürgen Oelbeck 1999 erneut an der Relegation zur Regionalliga teil. Nach einer 0:4-Niederlage beim FC Bremerhaven genügte auch ein 2:0-Heimsieg nicht zum Aufstieg. 2000 meldete sich der Verein aus finanziellen Gründen aus der Oberliga ab und startete in der Bezirksliga. Seit 2008 spielte der Verein in der sechstklassigen Verbandsliga, ehe 2017 die Qualifikation für die neu geschaffene Landesliga Holstein gelang. 2020 wurde der TSV unter Trainer Helge Thomsen Meister der Landesliga Holstein und stieg somit wieder in die höchste Liga des Bundeslandes, die Fußball-Oberliga Schleswig-Holstein 2020/21 auf. 2023 stieg der TSV erneut in die Landesliga Holstein ab.

### Erfolge
- Landespokalsieger Schleswig-Holstein: 1972, 1997
- Vizemeisterschaft in der Oberliga Hamburg/Schleswig-Holstein: 1996, 1999

## Handball
Zur Saison 2020/21 schlossen sich die Jugendhandballer des TSV mit dem NTSV Strand 08 zur HSG Lübecker Bucht zusammen.